# Marek Sekielski
Marek Piotr Sekielski (ur. 1978) – polski producent telewizyjny, producent filmów dokumentalnych i autor książek; producent zrealizowanych wspólnie z bratem Tomaszem Sekielskim filmów Tylko nie mów nikomu (2019) i Zabawa w chowanego (2020), które poruszyły temat wykorzystywania seksualnego dzieci w Kościele katolickim w Polsce i wywołały ogólnokrajową dyskusję. Za pierwszy z tych filmów otrzymał szereg nagród, m.in. Grand Press, Nagrodę im. Andrzeja Woyciechowskiego i Polską Nagrodę Filmową Orzeł za najlepszy film dokumentalny.

## Życiorys
Jako producent telewizyjny współtworzył program Fakty TVN, a także Teraz my!. Nawiązał współpracę ze swoim bratem Tomaszem Sekielskim, produkując jego programy Teraz Ja, Po prostu – program Tomasza Sekielskiego oraz Teoria spisku.
11 maja 2019 premierę internetową miał wyprodukowany przez niego film dokumentalny Tylko nie mów nikomu, podejmujący problem wykorzystywania seksualnego dzieci w polskim Kościele katolickim. Film był szeroko komentowany w polskich mediach. Kilka godzin po premierze oświadczenia w jego sprawie wydali prymas Polski Wojciech Polak i arcybiskup Stanisław Gądecki. Następnie wyprodukował film Zabawa w chowanego, po czym zaangażował się w produkcję filmów dokumentalnych o SKOK-ach i Janie Pawle II.
W 2020 zapoczątkował na platformie YouTube autorski cykl wideoblogów Sekielski o nałogach.

### Życie rodzinne
Żonaty z Dominiką, pracowniczką telewizji TVN; mają córkę Amelię.

### Choroba alkoholowa
W 2020 ujawnił, że cierpi na uzależnienie od alkoholu, w związku z czym już wcześniej podjął terapię antyuzależnieniową. Ujawnił, że zmaga się również z zaburzeniami odżywiania.

## Filmografia (producent)
- Tylko nie mów nikomu (2019)
- Zabawa w chowanego (2020)

## Książki
- Ogarnij się, czyli jak wychodziliśmy z szamba (wraz z Arturem Nowakiem), 2021[15][16]
- Jest OK. To dlaczego nie chcę żyć? (wraz z Małgorzatą Serafin), 2023[17]
- Polska na odwyku, 2024

## Nagrody
- Grand Press w kategorii Reportaż telewizyjny/wideo za film Tylko nie mów nikomu, wraz z Tomaszem Sekielskim (2019)[18][19]
- Telekamery za najlepszą produkcję roku za film Tylko nie mów nikomu, wraz z Tomaszem Sekielskim (2019)[20]
- Nagroda Specjalna Press Club Polska za film Tylko nie mów nikomu, wraz z Tomaszem Sekielskim (2019)[21]
- Nagroda im. Andrzeja Woyciechowskiego za film Tylko nie mów nikomu, wraz z Tomaszem Sekielskim (2019)[22]
- Klasyfikacja na Bloomberg 50, liście ludzi, którzy „w ciągu bieżącego roku odnieśli wyjątkowe i zasługujące na uznanie osiągnięcia (...) w takich dziedzinach jak biznes, rozrywka, finanse, polityka, nauka i technologie”, za film Tylko nie mów nikomu, wraz z Tomaszem Sekielskim (2019)[23]
- Nagroda Pióro Nadziei przyznana przez Amnesty International za film Tylko nie mów nikomu, wraz z Tomaszem Sekielskim (2020)[24]
- Polska Nagroda Filmowa Orzeł za najlepszy film dokumentalny za film Tylko nie mów nikomu, wraz z Tomaszem Sekielskim (2020)[25]
- Nagroda im. Jana Kuciaka #AllForJan przyznawana przez Ringier Axel Springer Media dziennikarzom w Europie Środkowo-Wschodniej, którzy „w swojej pracy zawodowej dochowują wierności wartościom, takim jak otwartość, odwaga i bezkompromisowość w relacjonowaniu tematów istotnych społecznie”, wraz z Tomaszem Sekielskim (2020)[26]
- Nagroda Honorowa im. Marka Rymuszki przyznana przez Stowarzyszenie Krajowy Klub Reportażu za filmy Tylko nie mów nikomu i Zabawa w chowanego, wraz z Tomaszem Sekielskim (2020)[27]
- Nominacja do Nagrody Tytanowego Oka podczas XV Festiwalu Kanałów Tematycznych na Konferencji PIKE, w kategorii „Polska produkcja telewizyjna” za film Zabawa w chowanego, wraz z Tomaszem Sekielskim (2020)[28]
- Finalista Nagrody Radia Tok FM im. Anny Laszuk, wraz z Tomaszem Sekielskim (2020)[29]